# José Español
José Español (finals del segle XVII-1758) va ser un organista i mestre de capella espanyol del Barroc

## Biografia
José Español degué entrar com a organista i mestre de capella de la parròquia de Sant Tomàs d'Haro (La Rioja) el 1731, succeint a José Eguía. Desconeixem quins són els càrrecs que va exercir anteriorment i on els va exercir. Per un document se sap que estava casat amb la senyora María Francisca de la Fuente. No obstant això, no hi ha constància que tingués fills.
Quan va accedir al càrrec, José Español no es va moure d'Haro fins a la seva mort, ocorreguda el 1758. Sens dubte que hi va influir l'absència de problemes amb els Cabildos eclesiàstic i civil o amb els seus companys músics, encara que les principals raons de la seva permanència s'hagin de posar en l'estimable renumeració percebuda i en la condició de casat. El seu salari era de 200 ducats anuals, més de 45 o 50 ducats pel manteniment i ensenyament d'un tiple. No era mal salari si tenim en compte els dels mestres de capella d'esglésies properes, molt més importants. José Gómez, organista i mestre de capella a la col·legiata de Logronyo (La Rioja) percebia tan sols 150 ducats anuals, i Blas de Cáseda, mestre a Santo Domingo de la Calzada, percebia 200 ducats anuals, regentant una catedral. El fet de no ser clergue, a més, tallava el seu ascens a les catedrals més importants. Els mestres de capella casats havien de conformar-se amb les parades de catedrals petites, col·legiates o esglésies que poguessin permetre tenir mestre de capella.

## L'orgue

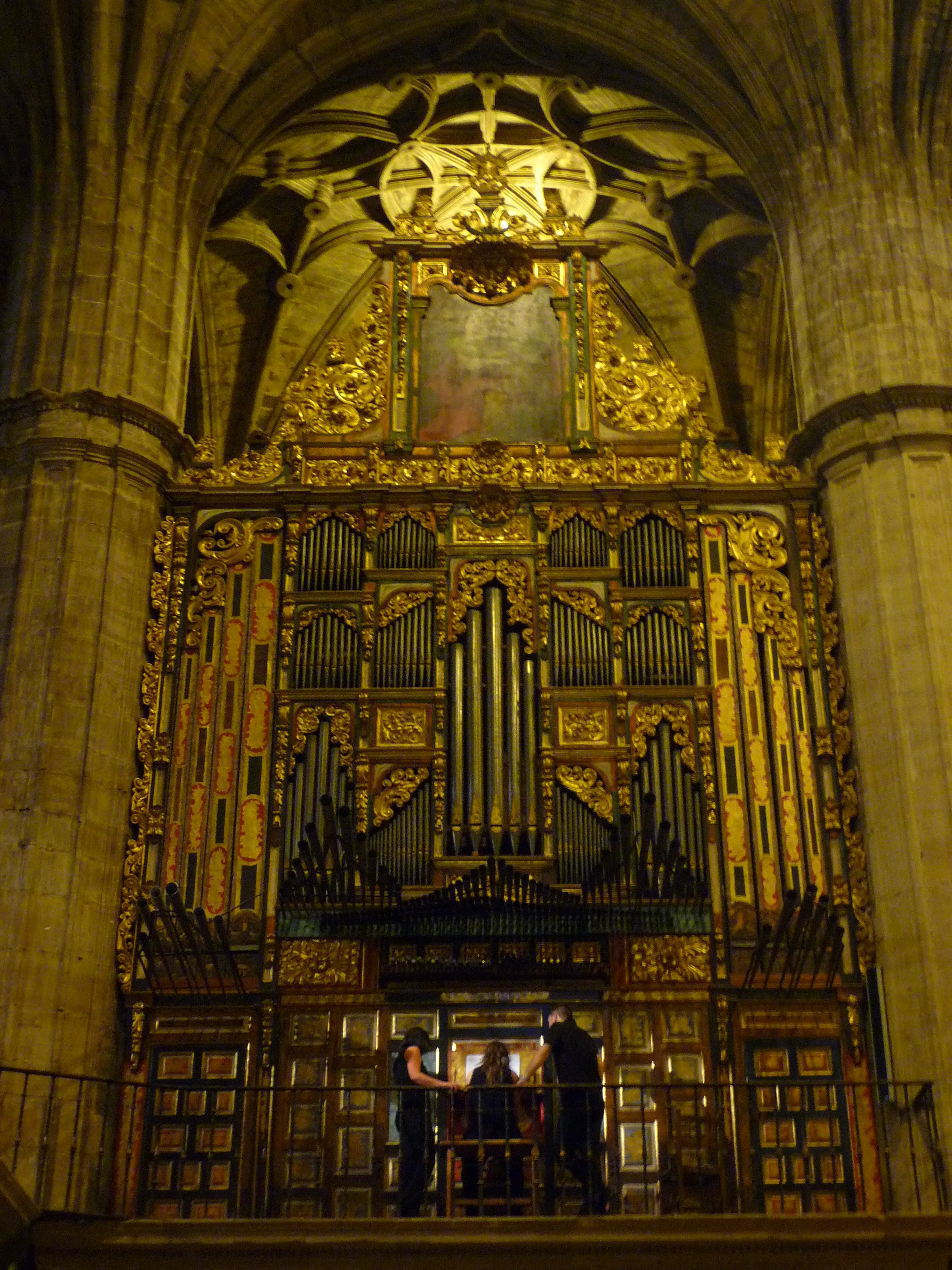
Òrgan barroc de l'Església de Sant Tomàs d'Haro, La Rioja (Espanya). Presa durant el concert de l'organista Ana Belén García de Sant Sebastià

A l'Església de Sant Tomàs d'Haro es conserva actualment un excel·lent òrgue que és el mateix que tocava José Español. En vida d'aquest, l'òrgue va patir una gran intervenció, per part de l'organer d'Oñate José Antonio de Balzategui, que el deixaria fonamentalment tal com el coneixem avui. El 12 de febrer de 1739 Balzategui es va comprometre a reparar, compondre i afegir l'òrgue, i a concloure la seva obra per al 10 d'agost de 1739. L'obra havia de ser important, ja que el cost es va fixar en 400 ducats. Incomplint el contracte, el febrer del 1740 Balzategui encara no l'havia conclòs. Mentrestant, l'orgue de Sant Tomàs, a causa de la intervenció de l'organer, havia quedat inutilitzat per al culte i va caldre portar l'orgue de la Mare de Déu de la Vega. En vista del retard i del perjudici que per al culte comportava tenir l'òrgan inutilitzat, el Cabildo va fer cridar l'organer a Oñate. Com que no es trobava en aquesta vila, va fer que un “peó”, Manuel de la Pierna, portés una carta a l'organer, que es trobava a la vila de Marquina, en què se'l reconvenia per l'incompliment de contracte i se li constrenyia a concloure la seva obra. Com que Balzategui seguia sense venir (donant excuses frívoles, segons el Cabildo), es va decidir el 27 de febrer de 1740 donar tot el poder del Cabildo a l'organista José Español perquè fes tot el necessari fins a aconseguir que Balzategui vingués i acabés d'una cop l'obra de l'òrgan.
El document de la donació de plens poders a José Español és un curiós exemple no només del particular llenguatge jurídic, sinó també de tots els mitjans que disposa el dret contra qui incompleix un contracte. En aquest document es demana a José Español que primer tracti d'arreglar les coses amb l'organer "extrajudicialment i amigablement", però que, en cas de no aconseguir-ho, acudeixi a la Justícia de la vila d'Oñate per tal que aquesta obligui Balzategui a acabar l'obra i al fet que pagui, a més, totes les costes, salaris i altres despeses i danys que a aquesta església se li van ocasionar. En el cas que s'emporti l'organer als tribunals, el Cabildo commina a Espanyol a emprar tots els procediments que el dret posa al seu abast: que faci i presenti pediments, requeriments, protestes, citacions, embargament de béns, vendatrance i rematada d'ells, prengui possessions; que a favor seu presenti testimonis, escrits, escriptures, testimonis, provances i altres papers; que contradigui tot allò que a favor seu presenti l'organer…; en fi, que consenti el que és favorable i en cas contrari apel·li i suplique. No se sap si Espanyol va haver d'arribar a tant. El que sí que se sap és que els mesos posteriors Balzategui va acabar l'obra de l'òrgue. A José Español se li van donar 200 reals per les despeses ocasionades pel viatge a Oñate a la recerca de l'organer. D'altra banda, no se sap exactament en què va consistir la intervenció de Balzategui. Dels llibres de Comptes se'n pot extreure que Balzategui va fer unes contres noves, unes bombardes noves i nou registres sencers, a més, potser, d'una ampliació del teclat de 42 tecles a 45. Com que la col·locació de les noves contres va ampliar l'amplada del frontis de l'orgue, es va haver de fer una nova Caixa, que és la que presenta l'orgue actualment. També d'aquesta època és el quadre de Santa Cecília que remata l'orgue, obra de José de Herrador, veí de Santo Domingo.
El 1756 un altre organer, Santiago d'Ardoica, va rebre 660 reials per compondre l'òrgan. No es pot precisar l'abast d'aquesta composició, que no devia ser gaire important, atesa la quantitat de despesa. A José Español se li van abonar 240 reials per via de gratificació dels dies que es va ocupar a assistir aquest organer a la composició de l'òrgan.

## Les seves obligacions
La vida diària de José Español, com la de tots els mestres de capella i organistes de l'època, havia de ser molt rutinària. Una mica de les seves activitats musicals podem conèixer gràcies a les Obligacions, possessions i censures d'Organista, Sochantre i altres músics de la Parroquial Església d'aquesta vila d'Haro. Aquestes Obligacions són ja força tardanes, de l'any 1797, però atès que ni el culte ni les circumstàncies havien canviat gaire, podem aplicar-les a José Español. Segons aquest mateix document, entre les seves obligacions com a organista estarien la de tocar cada dia l'òrgan a missa major i a Vespres. També seria de la seva obligació, aquesta vegada com a mestre de capella, tenir preparades les partitures de les obres que es cantaven els diumenges, a les Novenes i en dies contats. Finalment, també seria obligació seva ensenyar música als tiples que admetés el Cabildo, afinar els òrgans a les dues esglésies i el clave de la parroquial. És curiós que entre aquestes obligacions no es faci cap referència a la de compondre obres noves, cosa normal a les llistes d'obligacions que es troben presents a altres esglésies. Potser això no vol dir res. O potser per ser la d'Haro una església menor, respecte a col·legiates i catedrals, no s'insistís tant en la composició d'obres noves per part del mestre de capella.
José Español va morir el 26 d'agost de 1758, després de rebre els sants sagraments, i havent fet testament. Es va enterrar a la parròquia de Sant Tomàs acompanyat de la comunitat de Sant Agustí. Li va succeir Domingo Fernández de Carrillo, que va ocupar el càrrec fins a la seva jubilació, ocorreguda el 1794.
Es conserven a l'arxiu de la parròquia de Sant Tomàs d'Haro mig centenar d'obres seves de gran qualitat: nadales i cantades en espanyol per al Santíssim Sagrament o per a la Verge. També se'n conserven, copiades per ell, un altre mig centenar d'obres dels compositors espanyols més famosos de l'època, com Sebastián Durón, Francisco Hernández Illana, José de Caseda, Joaquín Martínez de la Roca, José Gómez, Luis Serra, Alonso de Cobaleda, Diego de Arcedo, Miguel Ambiela.